# Malé Zálužie
Malé Zálužie é um município da Eslováquia, situado no distrito de Nitra, na região de Nitra. Tem 5,91 km² de área e sua população em 2018 foi estimada em 269 habitantes.

## Demografia
| Ano:        | 1994 | 2004   | 2014   | 2024   |
| ----------- | ---- | ------ | ------ | ------ |
| Broj ljudi: | 285  | 257    | 278    | 285    |
| Razlika:    |      | -9,82% | +8,17% | +2,51% |

| Ano:               | 2023 | 2024   |
| ------------------ | ---- | ------ |
| Número de pessoas: | 271  | 285    |
| Diferença:         |      | +5,16% |